# Rotaria quadrangularis
Rotaria quadrangularis är en hjuldjursart som först beskrevs av Heinis 1913.  Rotaria quadrangularis ingår i släktet Rotaria och familjen Philodinidae. Inga underarter finns listade i Catalogue of Life.